# Топличка епархија
Топличка епархија је једна од бивших епархија Српске православне цркве, коју је 1219. године основао први српски архиепископ Свети Сава за крајеве око реке Топлице у Србији. Током раније историје, Топлица је припадала Нишкој епархији, што је посведочено хрисовуљом византијског цара Василија II из 1019. године. Током 12. века, читава област је ушла у састав српске државе, док је сам град Ниш почетком 13. века привремено потпао под бугарску власт, те је стога било потребно установити посебну епархију за Топличку област. То је учињено 1219. године приликом организације аутокефалне Српске архиепископије, када је Свети Сава донео одлуку да седиште топличког епископа буде при Манастиру Светог Николе Топличког који је у народу био познат и као Бела Црква. Овај манастир је био задужбина Савиног оца, великог жупана Стефана Немање, те је због свог доброг положаја у средишту Горње Топлице био одабран за катедрално место новоустановљене Топличке епархије.
Након установљења Српске патријаршије (1346), топлички епископи су добили почасни наслов митрополита. Забележено је да је 1388. топлички митрополит био Јован Мусић. Током наредних векова, Топличка епархија је била позната и као Белоцркванска епархија, по топличкој Белој Цркви, како је у народу називан манастир Светог Николе у којем су столовале толичке владике. Топличка, односно белоцркванска епархија је престала да постоји почетком 18. века, када је ушла у састав Нишке епархије, најкасније за време митрополита нишког Јоаникија (1715-1735). Од тада су нишки митрополити имали титулу митрополит нишки и белоцрквански.
Српска православна црква је у 20. веку обновила успомену на стару Топличку епархију тако што је установила службу помоћног епископа са насловом епископ топлички. Након 2010. године, када је нишки епископ Иринеј (Гавриловић) изабран за новог српског патријарха, обновљени су и ранији предлози да се граду Куршумлији, на основу старог назива Бела Црква, врати српско име, односно да се град назове Топличка Бела Црква (ради разликовања од Беле Цркве у Банату).